# Barantola
Barantola is een geslacht van vlinders van de familie sikkelmotten (Oecophoridae), uit de onderfamilie Oecophorinae.

## Soorten
- B. panarista (Turner, 1917)
- B. pulcherrima Walker, 1864